# 쟈니 테스트
《쟈니 테스트》(영어: Johnny Test)는 미국과 캐나다 합작 애니메이션이다. 미국의 만화 채널인 카툰 네트워크에서 방영되었고, 대한민국에서는 투니버스를 통해 방영하였다.
주인공인 쟈니 테스트와 그의 친구이자 유전자조작으로 인간화된 말을 하는 개인 듀키가 쟈니의 쌍둥이 누나이자 천재 과학자, 대학생인 수잔과 메리의 실험을 도와주면서 발생하는 여러 가지 에피소드와 쟈니 가족이 거주하는 포크밸리에서 발생하는 각종 사건들을 다뤘다.

## 등장 인물

### 주요인물

#### 쟈니 테스트(Johnny Test)
- 성우 : 최승훈

11살 소년. 유전적 영향으로 머리카락이 금발과 붉은 색이 섞여 마치 불꽃같은 색을 띄고 있다. 쟈니는 듀키와 같이 항상 누나들의 실험대상이 되고 있다. 이 때문에 굉장한 능력을 발휘하기도 하지만 곤혹을 치르기도 한다. 쟈니는 누나들이 워낙 기상천외한 도구들을 만들어내는 통에 천재 누나들이 발명한 많은 도구들에 의존하려는 경향이 있다. 기본적으로 누나들과 마찬가지로 머리가 좋으며 체력도 뛰어나지만 노력하는 것을 굉장히 싫어한다.

#### 듀키(Dukey)
- 성우 : 김기흥

원래 쟈니 테스트의 집에서 애완용으로 기르던 개였으나 수잔과 메리가 유전자 조작실험을 해서 인간화된 개. 쟈니테스트의 둘도 없는 절친이다. 듀키가 인간화 되는 바람에 아버지는 수잔과 메리 자매에게 유전자 조작실험을 금지시켰다. 듀키는 쟈니 테스트에게 매우 훌륭한 친구이긴 하지만 위험한 일을 유난히 싫어하기 때문에 가끔 쟈니테스트를 도와주지 않으려고 한다. 듀키는 이러한 자신의 신체적 특징을 이용하여 상황에 따라 개와 사람 중 유리한 모습을 택해서 살고 있다.

#### 수잔 테스트(Susan Test) & 메리 테스트(Mary Test)
- 성우 : 김현심(수잔 테스트), 김보영(메리 테스트)

천재적인 과학자이자 대학생인 쌍둥이 자매. 둘 다 학업성적이 매우 좋아서 13살임에도 불구하고 대학생이다. 둘다 아이큐가 200에 달하며 각종 기상천외한 실험을 한다. 그 둘의 외모와 인격, 능력은 모든 면에서 동일하지만 그 둘을 구분하는 방법은 둘다 항상 실험용 코트를 입고 있는데 수잔은 치마, 메리는 바지를 입고 있으며 수잔은 생머리, 메리는 퍼머머리를 하고 있다. 다른 옷으로 갈아입을 경우에도 거의 항상 메리가 수잔보다 옷을 길게 입는다. 이 두 자매는 두 가지 인생의 목표가 있는데 하나는 길과 결혼하는 것이며 또 하나는 노벨상을 수상하는 것이다.

### 조연

#### 위그 테스트(Hugh Test)
- 성우 : 김영찬

쟈니 남매의 아버지. 남성이면서 전업 주부이다.

#### 릴라 테스트(Lila Test)
- 성우 : 이소은

쟈니 남매의 어머니. 원자력발전소의 고위직 간부이다. 여자임에도 불구하고 성격은 남자에 더 가까우며 쟈니 테스트의 가족들을 혼자서 부양하고 있다. 릴라의 월수입이 상당한 수준이기 때문에 수잔과 메리의 실험이 실패해서 이로 인한 사고가 원인이 되어 집이나 자가용 등이 파괴되어도 금방 복구한다.

#### 길 넥스토르(Gil Nexdor)
- 성우 : 박성태

수잔과 메리가 짝사랑하는 남학생. 금발머리에 훤칠한 키, 구릿빛 피부가 특징이다.

#### "비밀요원" 화이트 맨(Mr. White) & 블랙맨(Mr. Black)
- 성우 : 최지훈(블랙맨), 박성태(화이트맨)

백인과 흑인으로 구성된 2인조. 장군의 부하로 능력은 그리 대단하지 않다. 쟈니 테스트의 조력자 역할을 한다. 황당하게도 흑인이 화이트맨, 백인이 블랙맨이다. 이들은 문제가 발생하면 수잔과 메리 자매에게 도움을 청하러 온다.

#### 장군(General)
- 성우 : 이호산

포크밸리에 주둔하는 군부대의 지휘관. 부하로 비밀요원을 두고 있으며 가끔 매우 황당한 명령을 내리기도 한다. 장군이 비밀요원들이 공을 세울 때마다 피지 여행권을 상으로 내린다. 사실 비밀요원들은 이 낙으로 장군을 모시고 있다.

#### 시시 블레이클리(Sissy Blakely)
- 성우 : 안영미

쟈니테스트의 여자 친구. 그러나 엄청난 말썽쟁이이기 때문에 쟈니테스트가 별로 좋아하지 않는다.

### 악역

#### "배드 보이" 유진 해밀턴(Eugene "Bling-Bling Boy" Hamilton)
- 성우 : 이호산

수잔을 짝사랑하는 부잣집 도련님. 그러나 추한 외모와 추한 인간성 때문에 수잔은 유진을 극도로 혐오한다.

#### 꿀벌대장
- 성우 :

벌떼를 끌고 다니는 악당. 사실 그의 정체는 벌꿀사탕을 만든 장본인이며 악당이 된 이유가 설탕으로 만든 모든 사탕을 없애고 자신이 개발한 벌꿀사탕을 먹게 하기 위해서이다.

#### 다크 베이컨(Dark Vegan)
- 성우 : 최승훈

지구에서 상당히 멀리 떨어진 별의 지배자. 성군이라 불릴 정도로 자신의 별은 잘 다스리지만 다른 별을 침략해서 멸망시키는 악취미를 갖고 있다. 복면을 썼을 때는 악당의 이미지가 확실하지만 복면을 벗으면 그냥 평범한 동네 아저씨같은 분위기를 풍긴다.